# Alpenus extrema
Alpenus extrema là một loài bướm đêm thuộc phân họ Arctiinae, họ Erebidae.